# 327 (tal)
327 är det naturliga talet som följer 326 och som följs av 328.

## Inom vetenskapen
- 327 Columbia, en asteroid.

## Inom matematiken
- 327 är ett udda tal
- 327 är ett sammansatt tal
- 327 är ett defekt tal